# Kostel svatého Ondřeje (Lochovice)
Kostel svatého Ondřeje je jedna z nejvýznamnějších lochovických staveb. Je chráněn jako kulturní památka České republiky.

## Historie
Jeho stavba byla dokončena roku 1654 z ruin bývalého kostela svatého Stanislava, jenž byl zničen Švédy. Kostel nemá určitý stavební sloh, avšak vybavení je rokokové, jen oltář je barokní. Fara zanikla v roce 2006, tudíž kostel spadá pod Hořovice. Než fara zanikla, přifařené obce byly Kočvary, Netolice a Libomyšl.
V roce 1988 slavil v tomto kostele tajně svou primiční Mši svatou pozdější významný český systematický teolog Ctirad Václav Pospíšil.